# Sołpa
Sołpa (ukr. Совпа, Sowpa) – wieś na Ukrainie, w obwodzie rówieńskim, w rejonie rówieńskim, w hromadzie Sosnowe. W 2001 liczyła 298 mieszkańców.
W okresie międzywojennym wieś Duża Sołpa (Wielka Sołpa) znajdowała się w granicach II RP, wchodząc w skład gminy Ludwipol w powiecie kostopolskim, w województwie wołyńskim. W kwietniu 1934 roku we wsi Wielka Sołpa doszło do pożaru, który strawił 37 gospodarstw, łącznie 80 budynków. Powodem pożaru było nieostrożne obchodzenie się z ogniem.